# Barlaamismo
El Barlaamismo es una doctrina teológica propuesta en el siglo xiv por el monje calabrés Barlaam de Seminara. De hecho, es la teoría y práctica de la escolástica que fue desarrollada en el siglo xi en las tierras occidentales y resultó ser la expresión primaria de la teología latina. La Iglesia ortodoxa llegó a conocer este movimiento por primera vez a través del propio Barlaam. La mayoría de los ortodoxos, con San Gregorio Palamás como defensor, lidiaron con ella exitosamente, pero algunos otros fueron influenciados por estos puntos de vista escolásticas.
El término Barlaamita fue utilizado primero por San Gregorio Palamás para caracterizar a los seguidores de Barlaam, entre los que se encontraba Gregorio Acindinos.
Barlaam cuestionó la posibilidad de tener conocimiento experimental de Dios, en lugar de afirmar que el conocimiento de Dios sólo puede ser proposicional, contrariando las creencias de los hesicastas.